# Diablo III
Diablo III (укр. Диябло III) — відеогра жанрів hack and slash і action RPG та третя частина серії Diablo, розроблена компанією Blizzard Entertainment та випущена нею 15 травня 2012 року для Microsoft Windows і Mac OS X. 3 вересня 2013 року гра стала доступна для Xbox 360 та Playstation 3. Восени 2018 року вийшла на платформі Nintendo Switch.
Історія Diablo III відбувається через 20 років після подій Diablo II: Lord of Destruction в темному фантастичному світі серії Diablo під назвою Санктуарій. Із неба прибуває янгол, який скеровує головного героя, Нефалема, в подорожі, щоб завадити вторгненню до Санктуарію демонів.

## Ігровий процес

Ігровий процес Diablo III

Як і в попередніх іграх серії, основа ігрового процесу Diablo III полягає в керуванні героєм, який подорожує світом, знищуючи численних ворогів, і збирає золото й корисні предмети екіпірування. Для складання предметів слугує інвентар, поділений на клітинки. Золото витрачається на придбання нових предметів у торговців і послуги майстрів, які вдосконалюють зброю та спорядження. Існує три рівні складності та режим, у якому смерть персонажа остаточна і якщо він загине, гру не можна продовжити з точки збереження, а доведеться починати заново.
Подібно до попередніх ігор серії, в Diablo III знизу екрана розташована панель дій — візуальне представлення стану здоров’я, активних умінь, ресурсів класу та іншої важливої інформації героя. в консольних версіях гри панель дій спрощена для зручності керування з геймпада. На консолях також є функції фіксування на окремій цілі та ухиляння від атак.
Під час подорожі герой здатен відкрити портал до табору чи міста, щоб купити й покращити спорядження, поговорити з іншими персонажами тощо. Портал двосторонній і крізь нього можна повернутися в попереднє місце.
Персонажі мають такі головні характеристики: сила (англ. Strength), спритність (англ. Dexterity), розум (англ. Intelligence) і живучість (англ. Vitality). Різноманітна броня, зброя та амулети модифікують характеристики й додають нові можливості. Наприклад, збільшують максимальний запас здоров'я чи роблять пошуки золота більш успішними. За знищення ворогів і виконання завдань отримується досвід. Коли його отримано достатньо, персонаж підвищує свій рівень розвитку та отримує змогу вивчити нові активні й пасивні вміння, а також отримує руни. Руни дозволяють змінити вміння, визначаючи, наприклад, радіус його дії чи кількість одночасних цілей. Після досягнення 60-го рівня розвитку додається характеристика «Честь нефалема» (англ. Nephalem Valor), що зростає за знищення елітних ворогів і підвищує обсяг знайденого золота й рідкісних предметів.
У Коваля замовляються нові предмети, розвиваючи його майстерність за золото, щоб отримати якісніші речі.
Зброя, броня та амулети можуть модифікуватися самоцвітами (англ. Gems). Це аметисти, рубіни, діаманти, смарагди та топази. Залежно від предмета, до якого додані, самоцвіти надають різні ефекти. Наприклад, рубін, доданий у зброю, збільшує завдавані нею ушкодження ворогам, а доданий до шолома збільшує обсяг досвіду, який набирає персонаж. Кожен самоцвіт має рівень якості, від якого залежить сила його ефекту. Використати самоцвіти можна в Ювеліра, при цьому пропонується підвищувати рівень майстерності Ювеліра за золото, щоб він міг створювати якісніші речі.
У грі існують шість класів персонажів — це Варвар (англ. Barbarian), Знахар (англ. Witch Doctor), Чародій (англ. Wizard), Монах (англ. Monk), Мисливець на демонів (англ. Demon Hunter), та Хрестоносець (англ. Crusader). Гравці можуть обирати стать персонажа, на відміну від попередніх версій, де стать була фіксованою для кожного класу. Живучість — головна характеристика для всіх класів. При цьому Варвар і Хрестоносець також більшою мірою покладаються на розвиток сили, Монах і Мисливець на демонів — спритності, Знахар і Чародій — розуму.
Герої можуть найняти послідовників, які допомагатимуть їм у боях, мають власний інвентар і розвиваються паралельно з головними героями.
Якщо участь у грі беруть двоє та більше гравців, складність пропорційно зростає. В Diablo III існував внутрішній аукціон, де гравці можуть продавати свої предмети за реальні гроші. Він перестав діяти в березні 2014 року через критику як захід, що підриває суть гри.

## Сюжет
Історія починається з падіння загадкової зірки на собор Нового Трістраму. Під час падіння в соборі перебували Декард Каїн та його племінниця, Лія. Дівчина встигає втекти, а Декард Каїн падає в створений зіркою кратер. Невдовзі в околицях починають повставати мерці. Протагоніст, відомий як Нефалем, допомагає Лії відшукати її дядька та спускається вниз до упалої зірки, де йому перешкоджає Король-Скелет (колишній король Леорік); тому герой змушений його вбити. Знайшовши дно кратера, герої дізнаються, що з неба впала людина, а не зірка. Незнайомець не пам'ятає хто він, але розповідає про свій меч, який розколовся на три частини. Коли Нефалем знаходить першу частину меча, він зустрічається з Магдою, керівницею секти, що поклоняється Беліалу, Владиці Брехні. Вона всіляко намагається перешкодити Нефалему зібрати меч воєдино. Коли Нефалем добирається до третього уламка, з'ясовується, що Магда вже викрала його. Він повертається в Новий Трістрам і виявляє, що та, користуючись відсутністю Нефалема, смертельно поранила Каїна. Розлючена Лія виявляє свої приховані темні сили, причому настільки потужні, що Магді доводиться рятуватися втечею, забравши впалого з неба незнайомця. Декард Каїн перед смертю збирає уламки в меч і дізнається, що це меч Ел'Друїн, що належить архангелу Справедливості — Тіраелю, котрий і спустився з Небес. Нефалем вирушає до катівні Леоріка, де Магда тримає Тіраеля. Знайшовши його, герої повертають архангелу Ел'Друїн. Меч повертає Тіраелю пам'ять, й він розповідає, що став смертним, аби попередити про наближення війни з Беліалом і Азмоданом в самому Санктуарії, що загрожує повним винищенням людства. Герої переслідують Магду заради помсти за Каїна, але вона втікає у місто Калдей.
Калдей перебуває під владою Беліала. Головний герой, жадаючи помсти, вбиває Магду. В цей час Лія зустрічає Адрію, свою матір. Герої дізнаються, що існує Чорний Камінь душ, де ув'язнені п'ять могутніх демонів. протагоніст знаходить цей камінь і довідується, що імператор Калдея — це замаскований Беліал. Він запідозрив, що головному герою все відомо і почав винищення міста. Але Лія і Сталеві вовки (найманці, що служили імператору до появи Беліала) допомагають заховатись в каналізації жителям міста. В цей час герой вирушає до Беліала, вбиває його і ув'язнює його душу в Чорному Камені душ. Лія вирушає до бібліотеки, щоб знайти підсказку щодо місце атаки Азмодана, повелителя Гріха. Але Азмодан сам зв'язується з Лією і каже, що нападе через кратер в горі Ареат (яку знищив Тіраєль в Diablo II: Lord of Destruction), а потім захопить Чорний Камінь душ і заволодіє силою всіх демонів.
Головний герой, Тіраель, Лія й Адрія вирушили до Бастіону — фортеці людей, що стримувала натиск демонів. Та вона була вже напівзруйнована і надії в захисників немає. Головний герой разом Тіраелем відбиває демонів і йде в контрнаступ та знищує бойові машини та слуг Азмодана, після чого вбиває його самого. Коли всі демони ув'язнені в Чорному Камені душ, цей камінь потрібно знищити. Провівши потрібний ритуал, Адрія зраджує Тіраеля і Лію. Вона визволяє дух Диябло і вселяє його в тіло Лії разом із силою решти демонів. Адрія, як виявилось, була коханкою Темного Мандрівника (героя оригінальної Diablo, який в Diablo II став повелителем Жаху, тобто самим Диябло), а Лія — його дочка. Диябло стає Єдиним Злом і вирушає на Небеса, щоб знищити янголів.
Головний герой і Тіраель вирішують на Небеса, щоб перемогти Диябло. Імперій, архангел Доблесті, вже був переможений, тож єдина надія залишилася на головного героя. Він знищує всіх демонів на шляху до Диябло, а потім і самого Диябло, позбавивши його фізичного втілення. Тіраель вирішує лишитися смертним і укласти альянс між янголами та людьми.

## Доповнення
Diablo III: Reaper of Souls — це доповнення, видане для Windows і Mac 25 березня 2014 року, і для PlayStation 4, Xbox One, PlayStation 3 і Xbox 360 19 серпня 2014 року. Воно додає низку нових функцій до основного ігрового процесу Diablo III: новий клас персонажів, Хрестоносець, який спеціалізується на оборонній грі, велика зброя (включаючи цілковито новий тип — ціпи), спеціальні «щити хрестоносців» і свята магія. Сюжет розширено п'ятим актом. На додаток до сюжетної кампанії, доповнення надає «Режим пригод», де гравці можуть вільно пересуватися по всьому світу та брати участь у битвах у спеціальних випадково генерованих підземеллях. Новий майстер, Містик, може покращити властивості та зовнішній вигляд спорядження гравця. Розширення також підвищило максимальний рівень розвитку персонажа з 60-го до 70-го, додало нові навички, руни та пасивні здібності для всіх персонажів, а також четверту комірку для пасивних навичок, яка відкривається, коли персонаж досягає 70-го рівня.
Diablo III: Rise of the Necromancer — видане 27 червня 2017 року, додає новий клас персонажів — Некроманта, та специфічні для нього зброю, броню й новий тип предметів — філактерії. В «Режимі пригод» крім того з'явилися дві нові зони.

## Оцінки й відгуки
| Агрегатор  | Оцінка                                                                  |
| ---------- | ----------------------------------------------------------------------- |
| Metacritic | PC: 88/100 PS3: 86/100 X360: 87/100 PS4: 90/100 XONE: 86/100 NS: 88/100 |

| Видання                    | Оцінка |
| -------------------------- | ------ |
| Edge                       | 9/10   |
| Eurogamer                  | 9/10   |
| G4                         | 4.5/5  |
| Game Informer              | 9/10   |
| GameSpot                   | 8.5/10 |
| GameSpy                    | [ 23 ] |
| GamesRadar+                | 8/10   |
| IGN                        | 9.5/10 |
| PC Gamer (Велика Британія) | 90/100 |
| Polygon                    | 10/10  |

Diablo III отримала «переважно схвальні» відгуки критиків на Metacritic, але широкий загал оцінив гру на ПК низько — 4,2 бали з 10.
Олі Велш у Eurogamer відгукнувся, що гра була «серйозно скомпрометована своїм запуском і відсутністю офлайн-режиму, але вона заслуговує кращого». Diablo III зберігає суть серії, що полягає в розвитку персонажа, котрий подорожує випадково згенерованими рівнями заради трофеїв. При цьому сюжет було описано як «цілковиту нісенітницю».
Адам Біссенер з Game Informer описав: «Diablo III — чудова гра, і, безперечно, знаменне досягнення в жанрі», хоча певні рішення Blizzard суперечливі. Критик похвалив, що сюжетні боси нагадують босів у MMO, з різними фазами та моделями атак, а крім того є проміжні боси з випадково генерованими здібностями. Можливість змінювати спеціалізацію свого персонажа відкриває простір для експериментування. Біссенер зауважив, що барвистіший, ніж раніше, візуальний стиль не перешкоджає похмурості гри. В той же час було розкритиковано присутність у грі аукціону з придбання предметів позбавляє азарту в боях, а предмети мають «ненатхненний» дизайн. Критикувалася і внутрішня математика гри, що робить проходження надто легким і потреба слідкувати за різними підтримувальними можливостями через те відпадає.
Каролін Петіт зауважила в GameSpot: «проблеми та розчарування менші за задоволення, які пропонує Diablo III». В цій грі надзвичайно легко запросити друзів до своєї гри або зайти в їхні ігри, чи спілкуватися в текстовому чаті, але при грі з друзями зростає складність. При цьому необхідність бути онлайн навіть в однокористувацькій грі створює раптові проблеми, коли з'єднання зникає. Якщо гравці не мають стабільного інтернет-з'єднання, вони фактично не можуть грати в жодному режимі.
Ентоні Галлегос у IGN писав: «Завдяки випадково створеним областям і монстрам, а також ряду рівнів складності, на яких можна грати, вас завжди чекає більше битв і здобичі» і різноманітність пригод, які пропонує Diablo III, це «беззаперечний прогрес». Випадкові характеристики предметів додають цікавості, хоча випадковості можна виправити, віднісши предмети до коваля. На базовому рівні Diablo III залишається майже тією самою грою, що й раніше, але з гнучкою системою навичок, яка заохочує постійно експериментувати.